# Raffinaderi
Et raffinaderi er et forarbejdningsanlæg, som via kemiske og fysiske processer og operationer raffinerer råmaterialer til brugbare produkter, dette gøres især ved destillation.
Blandt de mest kendte former for raffinaderier er olieraffinaderier og sukkerraffinaderier, men også bioraffinaderier vinder frem.